# Morče
Morče (Cavia) je rod amerických hlodavců. Nejznámější zástupce je morče domácí, běžně chované jako domácí mazlíček.

## Etymologie
Slovo morče (v Jungmannově Slovníku i morka) znamená nejspíš od moře či mořský a vzniklo podle německého Meerschwein(chen), doslova ‘(zá)mořské prasátko’ protože pochází ze zámoří (Jižní Amerika) a kvíká jako sele.

## Druhy
Udává se šest až devět recentních druhů morčat, a kromě toho čtyři druhy již vyhynulé.
- morče divoké (Cavia aperea)
  - morče domácí – domestikovaná forma
- morče brazilské (Cavia fulgida)
- morče ostrovní (Cavia intermedia)
- morče uruguayské (Cavia magna)
- Cavia patzelti
- morče horské (Cavia tschudii)